# سان تيرسو دي أبريس
بلدية سان تيرسو دي أبريس (بالإسبانية: San Tirso de Abres) هي بلدية تقع في منطقة أستورياس شمال غرب إسبانيا.

## الديموغرافيا
بلغ عدد سكان بلدية سان تيرسو دي أبريس 531 نسمة عام 2011 (وفقاً للمعهد الوطني للإحصاء الإسباني).
| 675 | 667 | 628 | 620 | 576 | 556 | 531 |